# Wild Bill (Film)
Wild Bill ist ein US-amerikanischer Western von Walter Hill aus dem Jahr 1995. Der Film zeigt das Leben von James Butler („Wild Bill“) Hickok. Die Erzählung basiert auf der Sicht des Freundes von Bill, dem Engländer Charlie Prince, der Bill begleitet. Der Film, der die Geschichte von Wild Bill sehr frei erzählt, bedient sich einiger Rückblenden und Erinnerungen, die als Schwarzweißsequenzen dargestellt sind. 

## Handlung
Die Handlung beginnt mit dem Ende von Wild Bill, als dieser in Deadwood zu Grabe getragen wird. Charlie Prince ist aus dem Off zu hören, und er referiert über Bill, den Mann, der sich nie für eine Streiterei zu schade war. Bill gerät während der Suche nach Büffel an einen trauernden Indianer, der eine Prophezeiung hatte, er müsse gegen einen weißen Krieger mit langem Haar kämpfen. Bill geht auf die Anforderung ein und erschießt den Indianer im Zweikampf. 
Die Geschichte springt weiter zu einigen Szenen aus Bills Leben, wie er z. B. in einem Saloon zur Belustigung des Publikums mit Hilfe eines Spiegels über seine Schulter Schnapsgläser vom Kopf eines Hundes schießt. Oder wie er im Jahr 1867 in Nebraska in einen Kampf verwickelt wird, als er ablehnt, einem Unbekannten einen Drink zu spendieren. 
Auch die Zeiten als Gesetzeshüter werden erzählt; das Ereignis von Hays City, als er im dortigen Saloon gegen fünf U.S. Kavalleristen kämpfte, von denen er schließlich zwei tötete. Oder sein Wirken als City Marshal in Abilene, wo er versehentlich seinen Deputy Mike Williams erschoss. 
Nach diesem Ereignis verfällt Bill immer mehr dem Alkohol und den Drogen. Es wird noch kurz gezeigt, wie Wild Bill in der Show von Buffalo Bill auftrat, sich aber als äußerst schlechter Schauspieler präsentierte. 
Schließlich und endlich führt der Weg Bill und Charlie Prince nach Deadwood, wo Bill sich ganz seiner Spielleidenschaft hingeben will. Bei der Ankunft wird er von Calamity Jane begrüßt und in den Saloon geschleppt, wo ihm von den Anwesenden gehuldigt wird. Einige alte Weggefährten sind zufällig vor Ort und prahlen mit einigen Geschichten, in denen die Anzahl der Toten gleich übertrieben wird. Auch ein junger Mann namens Jack McCall ist anwesend, der Bill anpöbelt und herausfordert. Er gibt an, der Sohn jener Frau zu sein, die Bill vor einigen Jahren verlassen hat, was sie schließlich und endlich so fertiggemacht hat, dass sie mit einem Nervenleiden in eine Anstalt eingeliefert wurde. Eine Rückblende zeigt die Geschichte von Bill und der jungen Frau, welcher er bei einem Fest schöne Augen macht, sie aber bald verlässt. Als er später zurückkehrt, ist sie mit einem gewissen McCall verheiratet, mit dem sie auch ein Kind hatte. McCall nimmt Bill bei einem Pokerspiel die Taschenuhr ab. Am darauf folgenden Tag kommt es zur Konfrontation der beiden Männer und Bill erschießt McCall. Diese Ereignisse haben den Sohn Jack McCall so geprägt, dass sein Ziel ist, Bill zu töten. Das Publikum im Saloon verhöhnt den jungen McCall, demütigt ihn und wirft ihn aus dem Saloon hinaus. 
Am nächsten Tag wird Bill von den Leuten auf die Straße geholt, wo sie McCall festhalten, der in der ganzen Stadt geprahlt hatte, er würde Bill erschießen. Bill weist ihn zurecht und schlägt ihn nieder – McCall bedankt sich noch dafür, dass Bill ihn nicht gleich getötet hat. Anstatt McCall von seinem Vorhaben abzuhalten, stachelt ihn diese Schmach noch viel mehr an. Bei der jungen Prostituierten Lurline Newcomb untergekommen, schlägt diese vor, Profis zu engagieren. McCall lehnt ab. 
Bill, mittlerweile von Schmerzen (er leidet an grauem Star) geplagt, sucht Linderung in den Opiumhöhlen im Chinesenviertel von Deadwood. Von Lurline angestachelt, verfolgt McCall Bill in die Opiumhöhle und hält ihm eine Waffe an den Kopf – McCall schafft es aber nicht, abzudrücken und wird schließlich von dem Besitzer des Lokals k. o. geschlagen. 
Anscheinend dürfte Bill eine Beziehung mit Calamity Jane haben, ab und zu schläft er bei ihr. 
In der Zwischenzeit ist McCall dem Rat der Prostituierten gefolgt und hat eine Gruppe von Auftragskillern engagiert. Diese machen sich spät abends in den Saloon No. 10 auf, um Bill zu stellen. Dort sind nur noch Bill, Jane und Charlie Prince anwesend sowie der Saloonbesitzer. Als die Meute hereinstürzt, werden Bill und Jane beim Sex überrascht, während die anderen beiden bereits genächtigt hatten. Alle werden entwaffnet, McCall bringt es nicht fertig, Bill zu erschießen, dieser wendet sich von ihm ab und spielt Karten. Es kommt zu längeren Diskussionen zwischen den Killern und McCall. Schließlich zieht die Gruppe unverrichteter Dinge ab. Jane läuft in den ersten Stock in ihr Zimmer, holt dort zwei geladene Colt Navy 36 aus dem Kasten und übergibt diese Bill. Der macht sich sofort auf und stellt die Bande in einer Scheune, wo sie gerade die Pferde satteln, um wieder aus der Stadt zu verschwinden. Es kommt zu einer Schießerei, bei der Wild Bill alle fünf Killer erschießt, aber McCall verschont und ihn mit zurück in den Saloon nimmt. McCall gibt sich geläutert, wird jedoch von Jane demütigend niedergeschlagen. Bill setzt sich zurück an den Tisch und beginnt ein Pokerspiel. Als McCall bemerkt, dass Bill erstmals nicht mit dem Rücken zur Wand sitzt, zieht er plötzlich einen Derringer, den er im Ärmel hatte, und erschießt Bill.
Charlie Prince hört man wieder aus dem Off, wie er die letzten Worte über Bill spricht und der Film wieder am Friedhof von Deadwood endet.

## Kritiken
- Mick LaSalle schrieb in der San Francisco Chronicle (in der Ausgabe vom 1. Dezember 1995), Jeff Bridges sei „perfekt“ für die Rolle des „Wild Bill“. Der Charakter von Calamity Jane sei nicht historisch echt, sondern auf die Schauspielerin Ellen Barkin zugeschnitten.[1]

- Roger Ebert schrieb in der Chicago Sun-Times (in der Ausgabe vom 1. Dezember 1995), Jeff Bridges sei fehlbesetzt. Der Film bemühe sich in den letzten Szenen, „poetisch“ zu sein.[2]

- Desson Howe schrieb in der Washington Post (in der Ausgabe vom 1. Dezember 1995), der Film zeige zahlreiche Kampfszenen, die alle gleich „uninspiriert“ seien. John Hurt, Keith Carradine und Ellen Barkin seien fehlbesetzt; der Charakter von Charley Prince sei für die Dramaturgie entbehrlich.[3]

## Hintergrund
Die Handlung des Films beruht auf dem Roman „Deadwood“ von Pete Dexter und auf dem Theaterstück „Fathers and Sons“ von Thomas Babe.
Der Film wurde in Kalifornien gedreht. Er brachte an den US-Kinokassen 2,2 Millionen US-Dollar ein.